# Daniël van Vianen
Daniël van Vianen (Groot-Ammers, 28 april 2003) is een Nederlands voetballer die doorgaans speelt als middenvelder. Hij komt uit voor FC Dordrecht.

## Clubcarrière
Van Vianen werd gescout door FC Dordrecht bij VV Groot Ammers. Vanaf zijn twaalfde doorliep hij de jeugdopleiding van Dordrecht, en mocht op 10 maart 2023 zijn debuut maken in het betaald voetbal tegen De Graafschap (0-4). Hij kwam in de 74e minuut in de ploeg voor Vincent Schippers. Op 21 december 2023 tekende Van Vianen zijn eerste profcontract voor Dordrecht. Vanaf het seizoen 2024/25 is hij een vaste waarde in de basis van Dordrecht, en op 1 november 2024, weer tegen De Graafschap, maakte hij zijn eerste doelpunt voor de club. Hij maakte in de 30e minuut de gelijkmaker, maar Dordrecht verloor met 4-1. In februari 2025 verlengde Dordrecht zijn contract.

## Statistieken
| Seizoen | Club         | Competitie     | Competitie | Competitie | Beker | Beker | Overig | Overig | Totaal | Totaal |
| Seizoen | Club         | Competitie     | Wed.       | Dlp.       | Wed.  | Dlp.  | Dlp.   | Dlp.   | Wed.   | Dlp.   |
| ------- | ------------ | -------------- | ---------- | ---------- | ----- | ----- | ------ | ------ | ------ | ------ |
| 2022/23 | FC Dordrecht | Eerste divisie | 1          | 0          | 0     | 0     | 0      | 0      | 1      | 0      |
| 2023/24 | FC Dordrecht | Eerste divisie | 9          | 0          | 0     | 0     | 0      | 0      | 9      | 0      |
| 2024/25 | FC Dordrecht | Eerste divisie | 24         | 2          | 1     | 0     | 0      | 0      | 25     | 2      |
| Totaal  | Totaal       | Totaal         | 34         | 2          | 1     | 0     | 0      | 0      | 35     | 12     |

Bijgewerkt op 1 maart 2025.